# Crosby (Yorkshire du Nord)
Pour les articles homonymes, voir Crosby.
Crosby est un village et une paroisse civile du Yorkshire du Nord, en Angleterre.